# Río Krásnaya (Mali Zelenchuk)
El río Krásnaya (en ruso: Кра́сная) es un río del Cáucaso septentrional en el raión de Abasia de la república de Karacháyevo-Cherkesia del sur de Rusia. Es un afluente por la derecha del río Mali Zelenchuk, que desemboca en el río Kubán.

## Curso
El río nace en los montes al este de Ali-Berdukovski, que separan sus aguas de las del valle del Kubán. Su curso discurre por 3.3 km por un estrecho valle en dirección noroeste-oeste hasta la orilla derecha del Mali Zelenchuk frente a Jabez, al sur de Inzhich-Chukún